# Канейбек (тауншип, Миннесота)
Канейбек (англ. Kanabec) — тауншип в округе Канейбек, Миннесота, США. На 2000 год его население составило 853 человека.

## География
По данным Бюро переписи населения США площадь тауншипа составляет 94 км², из которых 93 км² занимает суша, а 1,0 км² — вода (0,99 %).

## Демография
По данным переписи населения 2000 года здесь находились 853 человека, 303 домохозяйства и 233 семьи.  Плотность населения —  9,2 чел./км².  На территории тауншипа расположено 345 построек со средней плотностью 3,7 построек на один квадратный километр. Расовый состав населения: 98,48 % белых, 0,35 % коренных американцев, 0,59 % азиатов и 0,59 % приходится на две или более других рас. Испанцы или латиноамериканцы любой расы составляли 0,70 % от популяции тауншипа.
Из 303 домохозяйств в 40,3 % воспитывались дети до 18 лет, в 62,0 % проживали супружеские пары, в 8,6 % проживали незамужние женщины и в 23,1 % домохозяйств проживали несемейные люди. 20,8 % домохозяйств состояли из одного человека, при том 5,3 % из — одиноких пожилых людей старше 65 лет. Средний размер домохозяйства — 2,82, а семьи — 3,18 человека.
29,8 % населения — младше 18 лет, 7,2 % — в возрасте от 18 до 24 лет, 29,7 % — от 25 до 44, 23,7 % — от 45 до 64, и 9,7 % — старше 65 лет. Средний возраст — 35 лет. На каждые 100 женщин приходилось 105,5 мужчин.  На каждые 100 женщин старше 18 приходилось 108,0 мужчин.
Средний годовой доход домохозяйства составлял 40 200 долларов, а средний годовой доход семьи —  41 917 долларов. Средний доход мужчин —  28 750  долларов, в то время как у женщин — 18 083. Доход на душу населения составил 16 711 долларов. За чертой бедности находились 12,0 % семей и 16,8 % всего населения тауншипа, из которых 26,7 % младше 18 и 18,6 % старше 65 лет.